# Porta (raper)
Porta, właściwie Christian Jiménez Bundo (ur. 1 lipca 1988) – hiszpański raper.

## Życiorys
Porta rozpoczął karierę rapera, gdy miał 12 lat, zestawiając swoje dema i wydając album No es cuestión de edades w 2006 roku. Kontynuował z albumem No hay truco. Teledysk do jego przeboju „Dragon Ball Rap” został odtworzony ponad 5 milionów razy.
Opisuje się jako internetowy produkt, gdyż jego utwory zyskały sławę dzięki stronom takim jak Myspace i YouTube. Jego utwory są rozpowszechniane za pomocą internetu, on sam pobił wiele rekordów w liczbie ściągnięć.

## Dyskografia[1]

### Albumy studyjne
- No es cuestión de edades (2006)
- No hay truco (2007)
- En boca de tantos (2008)
- Nineveh Is Waitin (2009)
- Trastorno bipolar (2009)
- Reset (2012)
- Algo Ha Cambiado (2014)
- Equilibrio (2016)